# Supermatou
Supermatou è un personaggio creato dal fumettista Jean-Claude Poirier per la rivista per ragazzi Pif Gadget di Éditions Vaillant. La sua prima avventura è stata pubblicata nel numero 322 dell'aprile 1975.

## Personaggi
Modeste Minet è un bambino di circa dieci anni che conduce una vita familiare normale, va a scuola, vive con i genitori e il suo cane, un cocker spaniel di nome Robert. Modeste è dotato di una forza fisica erculea. Può volare grazie al suo costume da Supermatou. L'origine del costume e della sua forza non viene mai spiegata. Le sue avventure si svolgono nella città di Raminagroville. Supermatou è soprannominato "il ragazzo della boxe". 
Il costume di Supermatou ricorda quello di Superman: calzamaglia blu che copre il corpo, stivali, guanti e biancheria intima rossa. Non ha un emblema sul petto, ma indossa una maschera da gatto in stile Batman. Inizialmente rossa, la maschera diventa blu qualche anno dopo, sempre senza spiegazione.
Nella sua prima avventura, il costume di Supermatou, include una coda di gatto, che Jean-Claude Poirier dimentica di disegnare ogni volta. Sarà senza in tutte le avventure che seguiranno a essere pubblicate. 
L'assistente di Supermatou è il suo cane Robert. In presenza della famiglia si comporta come un cane normale, muto e che cammina a quattro zampe. Ma in privato, in presenza di Modeste o quando indossa la sua maschera da eroe, parla, cammina eretto e dimostra un'intelligenza eccezionale, pari a quella di Albert Einstein. All'inizio, nelle prime pubblicazioni, il duo si chiamava "Supermatou e il suo cane-intelligente". Quando è in modalità eroe, Robert indossa una maschera blu a forma di cuffia da bagno con fori per gli occhi. Come nel caso di Supermatou, sembra che questa maschera dia a Robert il potere di volare.

## Storie
Inizialmente, le avventure di Supermatou si svolgono in un mondo di bambini con crimini infantili. Nella sua prima storia, deve salvare un insegnante che è stato rapito da un ragazzo ricco che vuole ottenere le risposte per il prossimo esame di matematica. Questa formula viene presto abbandonata per fargli affrontare crimini più gravi.
Alcuni personaggi della serie sono spesso ricorrenti, come:
- Alphonse Minet e sua moglie: genitori di Modeste. Non sanno che Modeste e Robert sono Supermatou e il suo cane-intelligente.
- Rosine Feufollet: compagna di classe di Modeste. È una piccola peste, che ficca sempre il naso dove non deve.
- Professor Chanteclair: un geniale scienziato e inventore. Spesso aiuta Supermatou armeggiando con questo o quel gadget.

Alcuni dei nemici di Supermatou si distinguono al punto da diventare ricorrenti:
- Agagax: un bambino sul quale il latte intero ha lo stesso effetto della pozione del Dottor Jekyll e Mister Hyde. Quando lo beve, diventa violento, ha una forza fisica eccezionale e diventa un genio della meccanica. Nella sua prima apparizione, armeggia con la sua carrozzina, trasformandola in una macchina volante. Parla in modo infantile, ma poi impara a parlare francese.
- Arsène Rupin: scassinatore gentiluomo, maestro del travestimento e della fuga. Stranamente, conosce l'identità civile di Supermatou e si è già travestito da Alphonse Minet per tendergli una trappola.
- Radégou: un ex netturbino posseduto da un folletto soprannominato "spirito del male". Radégou vive nelle fogne di Raminagroville e ha come assistente un gufo con grandi poteri ipnotici.

## Nuove pubblicazioni
Supermatou è stato illustrato contemporaneamente anche dal fumettista Christian Flamand nell'ambito dei volumi tascabili pubblicati dalle Éditions Vaillant.